# Estonské vzdušné síly
Estonské vzdušné síly (estonsky Eesti Õhuvägi) jsou letectvo obranných sil Estonska. Jejich úkolem je kontrola vzdušného prostoru Estonska, poskytování podpory spojeneckým jednotkám a zajištění ochrany strategických objektů.
V současné době nedisponují bojovými letouny a protivzdušná obrana země je zajišťována dalšími členskými státy NATO, kam Estonsko vstoupilo v roce 2004, v rámci programu Baltic Air Policing. Vzdušný prostor země je opakovaně narušován zejména ruským letectvem.

## Historie

### Meziválečné období
Historie estonského letectva byla zahájena 21. listopadu 1918, kdy velitel praporu ženistů, Voldemar Victor Riiberg, nařídil Augustu Roosovi vytvořit leteckou jednotku.[zdroj?] Začátkem roku 1919 obdržela jednotka první letuschopné letadlo, dvojplošník Farman F.30, ukořistěný 19. ledna od nedaleko Narvy na armádě bolševického Ruska. Na konci osvobozenecké války v roce 1920 estonské letectvo disponovalo 44 letadly.
V roce 1932 země dosáhla počtu 77 vojenských letounů, nejvíce ve své historii, výroba relativně moderních strojů probíhala i přímo v Estonsku. V roce 1940 bylo Estonsko okupováno Sovětským svazem, jehož součástí bylo s výjimkou německého obsazení až do roku 1991, a samostatné letectvo zaniklo; estonští piloti pak sloužili v letectvech SSSR, nacistického Německa, ale i dalších zemí.

### Po roce 1991

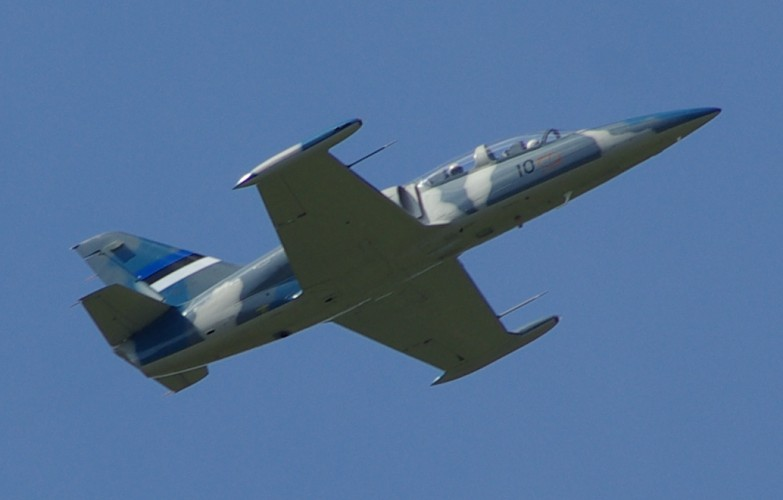
Estonský L-39 Albatros v letu

K obnovení samostatného estonského letectva došlo 13. dubna 1994, kdy byl založen Hlavní štáb, o tři roky později se letectvo přesunulo na bývalou sovětskou leteckou základnou Ämari a v roce 1998 byla založena jednotka dohlížející na vzdušný prostor země. Estonské vzdušné síly postupně přešly z původního sovětského radarového vybavení na západní systémy, rozsáhlou modernizací prošla základna v Ämari.
Země aktuálně neplánuje pořízení vlastního stíhacího letectva, ale soustředí se na posílení detekčních schopností a protivzdušné obrany.

## Přehled letecké techniky
Tabulka obsahuje přehled letecké techniky Estonska podle Flightglobal.com.
| Název                          | Fotografie                     | Původ                          | Určení                           | Verze                          | V aktivní službě               | Poznámky                       |  |
| Dopravní a transportní letouny | Dopravní a transportní letouny | Dopravní a transportní letouny | Dopravní a transportní letouny   | Dopravní a transportní letouny | Dopravní a transportní letouny | Dopravní a transportní letouny |  |
| ------------------------------ | ------------------------------ | ------------------------------ | -------------------------------- | ------------------------------ | ------------------------------ | ------------------------------ |  |
| M-28 Skytruck                  |                                | Polsko                         | transportní letoun               |                                | 2                              |                                |  |
| Vrtulníky                      |                                |                                |                                  |                                |                                |                                |  |
| Aero L-39 Albatros             |                                | Československo                 | cvičný letoun                    | L-39C                          | 2                              |                                |  |
| Robinson R44                   |                                | USA                            | cvičný a lehký užitkový vrtulník | R44A                           | 4                              |                                |  |